# Эгоист (альбом «Animal ДжаZ»)
«Эгоист» — восьмой студийный альбом питерской группы «Animal ДжаZ».
Пятый по счету электро-альбом группы. Все композиции придуманы в период 2007—2008 гг. Песни «Я» и «Мы» в марте 2008 вышли на сингле. Клипы на песню «Я» (реж. Джонсон/Ванич // Havefun Visuals, 2008), «Эгоист»  (реж. Джонсон, 2009), «Сами» (реж. А. Петров/А. Красовицкий, 2009) и «Можно все» (реж. Виктор Вилкс) можно увидеть на телеканале A-One и многих других, а последний клип — и на MTV.
Песня «Можно все» добралась до 4 строки в Хит-параде двух столиц на Радио Максимум и провела в двадцатке лучших больше 2 месяцев. В том же хит-параде отметилась и песня «Этажи» (9 место).
Для работы над диском группа впервые в своей истории воспользовалась услугами саунд-продюсера. Им стал Андрей Самсонов, известный по работам с Земфирой, Марком Алмондом и мн. др. Запись альбома происходила на студии ДДТ в августе и в декабре 2008, дозапись и сведение на домашней студии Андрея Самсонова в январе 2009. Мастеринг был произведен на знаменитой лондонской студии The Exchange, которая занималась альбомами таких групп, как U2, Depeche Mode, Chemical Brothers и огромного числа других.
Дата официальной презентации альбома «Эгоист»:
13 марта 2009 — Москва, ДС «Лужники»

## Список композиций
| №   | Название                          | Длительность |
| --- | --------------------------------- | ------------ |
| 1.  | «Сколько тебя»                    | 4:30         |
| 2.  | «Домино»                          | 3:35         |
| 3.  | «Этажи»                           | 3:56         |
| 4.  | «Третий глаз»                     | 3:30         |
| 5.  | «Молоко»                          | 3:27         |
| 6.  | «Клетка»                          | 2:29         |
| 7.  | «Мыши»                            | 4:19         |
| 8.  | «Не умрём»                        | 2:30         |
| 9.  | «Я»                               | 4:31         |
| 10. | «Мы»                              | 3:11         |
| 11. | «Эгоист»                          | 2:23         |
| 12. | «Можно всё» (feat. Влади (Каста)) | 5:02         |
| 13. | «Сами»                            | 4:47         |